# Palermo Milano - Solo andata
Palermo Milano - Solo andata è un film del 1995, diretto da Claudio Fragasso.
Nel 2007 è uscito nelle sale il sequel, Milano Palermo - Il ritorno.

## Trama
(Tagline del film)
Durante un interrogatorio presieduto dal giudice Laurenti, il pentito di mafia Marinnà ha fatto il nome dell'insospettabile Turi Arcangelo Leofonte, soprannominato "il ragioniere della mafia" a causa dei suoi rapporti con la criminalità organizzata. Si decide di trasferire Leofonte da Palermo a Milano per testimoniare contro il potente boss Scalia, membro del clan dei Corleonesi e in affari con la Sacra Corona Unita. Viene formata una scorta di polizia guidata dal giovane ma già esperto commissario Nino Di Venanzio, e composta dagli agenti Remo Matteotti, Tarcisio Proietti, Saro Ligresti, Paola Terenzi, Valerio Barreca e Maria Pia Di Meo, tutti al primo incarico di questo genere.
L'operazione, soprannominata "Ulisse", consiste nel prelevare la famiglia Leofonte da casa e portarla all'aeroporto seguendo il tragitto Palermo-Capaci-Cinisi-aeroporto di Punta Raisi. La squadra viene divisa in tre pattuglie: la prima è composta da Nino Di Venanzio, Paola Terenzi, e Saro Ligresti, con il compito di scortare Turi Arcangelo Leofonte; la seconda è formata da Valerio Barreca e Maria Pia Di Meo, e deve scortare il figlio piccolo Nicola e la madre Franca Gravina; la terza è composta da Remo Matteotti e Tarcisio Proietti, e ha l'incarico di prelevare da una festa Chiara, la figlia diciassettenne di Leofonte, e scortarla insieme agli altri.
Durante il trasporto in aeroporto, le prime due squadre che viaggiano insieme subiscono un agguato, e gli agenti Barreca e Di Meo, insieme a Franca Leofonte e a suo figlio Nicola, perdono la vita, colpiti dalla raffica di proiettili. Di Venanzio telefona alla terza squadra per avvertire i colleghi dell'accaduto, indicando loro un altro luogo dove incontrarsi e ordinando di non informare Chiara. Poi telefona al giudice Laurenti avvertendolo che le squadre avrebbero scortato la famiglia Leofonte direttamente a Milano.
La notte stessa in cui Leofonte viene contattato si scatena una violentissima faida nelle carceri, che provoca l'uccisione di tredici pentiti, fra cui lo stesso Marinnà; ora Turi Leofonte non ha più nessuno che lo accusa e potrebbe quindi rifiutarsi di collaborare con la giustizia. Successivamente Leofonte, con uno stratagemma, fa sapere telefonicamente a un affiliato del boss che si sarebbe vendicato della morte della moglie e del figlio, non solo svelando tutti gli affari occulti di Scalia, ma soprattutto giurando di risparmiare soltanto chi non è stato coinvolto, direttamente o meno, nell'omicidio.
Durante il viaggio, mentre si trova in Puglia, in accordo con il giudice Laurenti, Di Venanzio decide di incontrarsi con un'altra scorta in un hotel. Saro Ligresti riceve una telefonata da Zangardi, l'uomo che doveva incontrare, e che gli comunica che anche lui ha subito un attentato e che quelli presenti all'hotel sono in realtà dei sicari. Dopo una cruenta sparatoria, la squadra di Di Venanzio riesce a scappare. Di Venanzio decide di continuare il viaggio in treno. Fra Tarcisio e Chiara (che nel frattempo, è stata informata dalla radio la notizia della morte della madre e del fratello) nasce una brevissima relazione sentimentale.
Il giorno dopo, la scorta decide di affittare due auto ma, durante una sosta in autostrada, Tarcisio riconosce un uomo già presente durante l'agguato all'hotel: scoppia così una violenta sparatoria, nella quale anche Tarcisio perde la vita. Successivamente, Di Venanzio lascia una delle auto davanti a un albergo in modo da ingannare i sicari fuggiti in precedenza, mentre la squadra giunge a Milano con un pullman che, però, rimane bloccato nel traffico a causa di un corteo di carnevale. Di Venanzio, a questo punto, decide di scendere dal bus e proseguire a piedi verso il tribunale. Tutta la squadra, armata fino ai denti, quindi si incammina, venendo subito notata da numerosi gruppi di poliziotti e finanzieri, che si uniscono ad essa lungo il tragitto. La nutrita scorta attraversa la galleria Vittorio Emanuele II e la Piazza del Duomo di Milano, sotto gli sguardi meravigliati dei passanti, fino all'arrivo di Leofonte davanti al giudice.

## Produzione
Il luogo dell'attentato contro Leofonte è la Piazza dell'Anfiteatro di Lucca, che però nella finzione filmica diventa una località siciliana; inoltre, nella città toscana è ambientata anche la sequenza della tentata fuga di Chiara. La villa dove si tiene la festa è è Villa Mansi a Segromigno in Monte (LU), le scene in Puglia sono state girate ad Ostuni, Fasano, Brindisi e Serranova.

## Riconoscimenti
- 1996 - David di Donatello
  - Miglior produttore a Pietro Innocenzi e Roberto Di Girolamo
  - Miglior fonico di presa diretta a Giancarlo Laurenzi
- 1996 - Globo d'oro
  - Migliore musica a Pino Donaggio
- 1996 - Valenciennes International Festival of Action and Adventure Films
  - Miglior film a Claudio Fragasso
  - Premio del pubblico a Claudio Fragasso